# Squamella spumosa
Squamella spumosa är en lavart som beskrevs av S. Hammer. Squamella spumosa ingår i släktet Squamella och familjen Cladoniaceae.   Inga underarter finns listade i Catalogue of Life.